# Ludwik IV Święty
Ludwik IV Święty, niem. Ludwig IV. der Heilige (ur. 28 października 1200, zm. 11 września 1227 w Otranto) – landgraf Turyngii i palatyn saski od 1217 r. z dynastii Ludowingów.

## Życiorys
Ludwik IV był synem landgrafa Turyngii i palatyna saskiego Hermana I oraz Zofii, córki księcia Bawarii Ottona I. W 1216 r. zmarł prawdopodobnie starszy brat Ludwika, Herman, dzięki czemu, gdy rok później zmarł ojciec, został jego dziedzicem. W pierwszych latach panowania wybuchł kolejny (po toczonych przez jego stryja i dziada) konflikt z arcybiskupami Moguncji. Gdy w 1221 r. zmarł jego szwagier margrabia Miśni Dytryk I Zgnębiony, Ludwik objął rządy w Miśni jako opiekun małoletniego siostrzeńca, Henryka. Aby utrwalić panowanie swego podopiecznego w Łużycach Dolnych zdobył Lubusz. Dzięki temu zdołał w jednym ręku zjednoczyć Hesję, Turyngię, Miśnię i Łużyce, tworząc znaczące państwo w środkowych Niemczech.
Ludwik, podobnie jak jego poprzednicy z rodu Ludowingów, szczerze popierał i współpracował z władcami Niemiec z rodu Hohenstaufów. Na polecenie cesarza Fryderyka II wykonywał liczne trudne misje rozjemcze. W 1226 przebywał wraz z Fryderykiem w Italii. Tam cesarz dokonał nadania na jego rzecz "tak wielkiego kraju w Prusach, ile zdoła zdobyć i podporządkować swej władzy", z oczywistą intencją, był podjął wraz z zakonem krzyżackim podbój pogańskich Prusów.
Ludwik jednak nie zdążył zaangażować się w podbój Prus. W 1227 r. po tym, jak cesarz zapewnił mu zwrot kosztów wyprawy, wyruszył na V wyprawę krzyżową. Nie zdołał jednak dotrzeć do Ziemi Świętej, zmarł na statku w Otranto. Jego ciało, pochowane na miejscu, krzyżowcy z Turyngii zabrali w następnym roku w drodze powrotnej z Palestyny do ojczyzny.
Prawdopodobnie Ludwik rozbudował zamek Wartburg, który został jego rezydencją ok. 1224 r. Chociaż nie został kanonizowany przez Kościół, był czczony jako święty (kanonizowana została jego małżonka, Elżbieta).

## Potomkowie
Ludwik IV poślubił w 1221 r. Elżbietę, córkę króla Węgier Andrzeja II. Mieli troje dzieci:
- Herman II (ur. 1223, zm. 1241), landgraf Turyngii,
- Zofia z Turyngii (ur. 1224, zm. 1275/1282), żona księcia Brabancji Henryka II,
- Gertruda (ur. 1227, zm. 1297), ksieni w klasztorze w Altenbergu koło Wetzlaru.